# キャッサバ

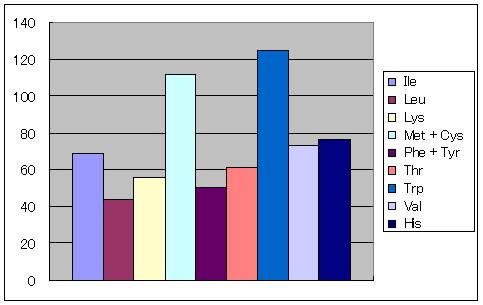
キャッサバのアミノ酸スコア

キャッサバ（学名：Manihot esculenta）は、キントラノオ目トウダイグサ科イモノキ属の熱帯低木。マニオク（フランス語: manioc）、マンジョカ（スペイン語・ポルトガル語: mandioca）、カサーバ（英語: cassava）、ユカ（カリブ語: yuca）とも呼ばれる。原産地は中央アメリカから南アメリカにかけて。
熱帯の広い地域で栽培される主食作物であり、さまざまな調理法がある。根茎からとったデンプンはタピオカの材料や薬剤の原料になる。

## 概要
タピオカの原料となるキャッサバ（マニオク）は世界中の熱帯地域で栽培される多年生植物（落葉低木）である。茎の根元にできる塊根（イモ）は主食として利用され、蒸す、ゆでる、揚げる、粉にして炒めるなど調理法も多い。世界において、およそ10億人分の食糧・エネルギー源に相当しており、炭素資源としてはイネ、トウモロコシ、コムギに次ぐ規模とみなされている。また、エタノールの原料（バイオマスエタノール）となったり、葉は飼料になるなど、食材以外への利用度も高い。
葉は3〜7ほどの小葉からなり、茎は垂直に立ち上がる。茎の根元にはゆるい同心円を描いて数本のイモが付く。イモは両端が尖った細長い形状をしている。

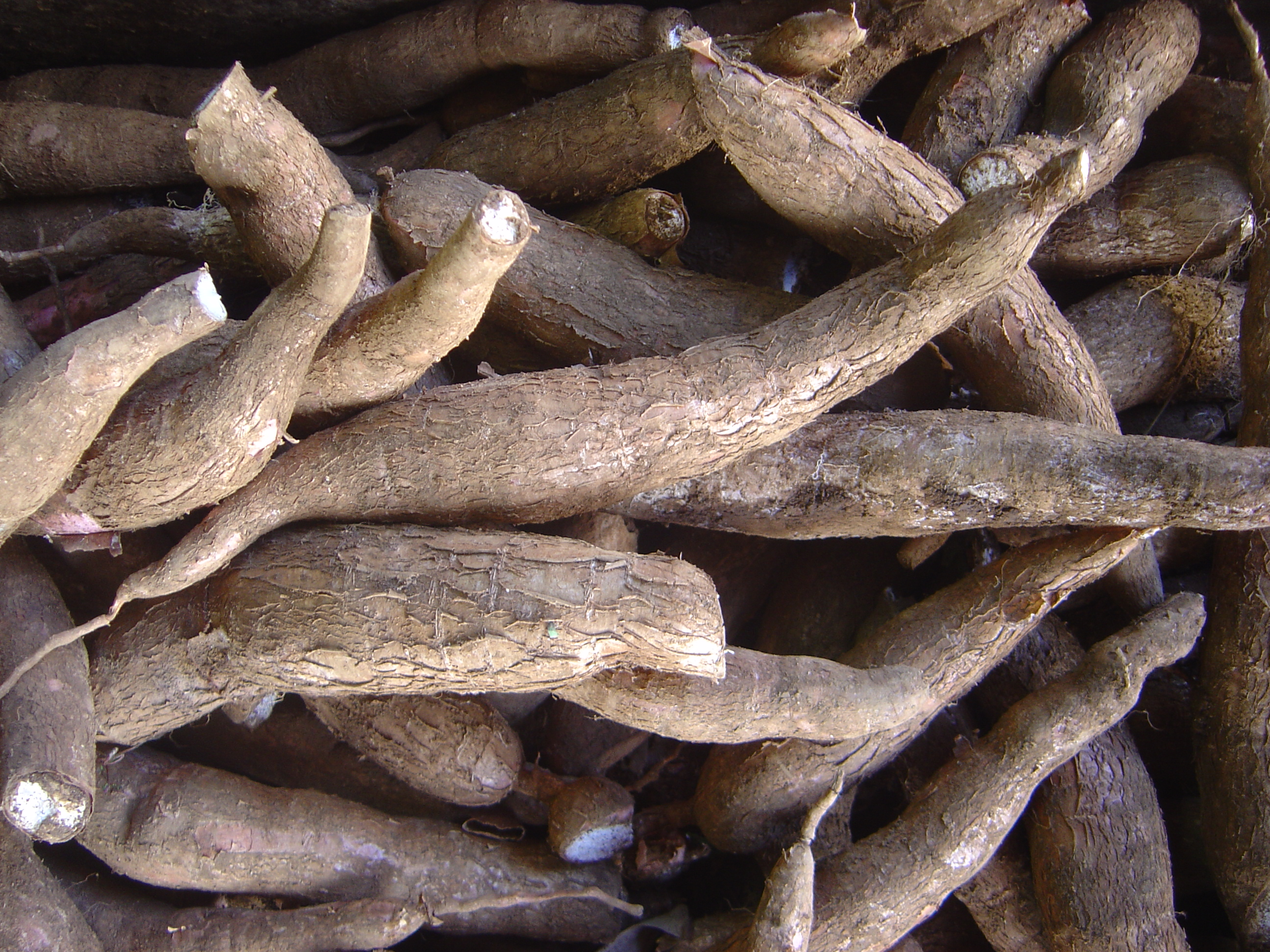
イモ
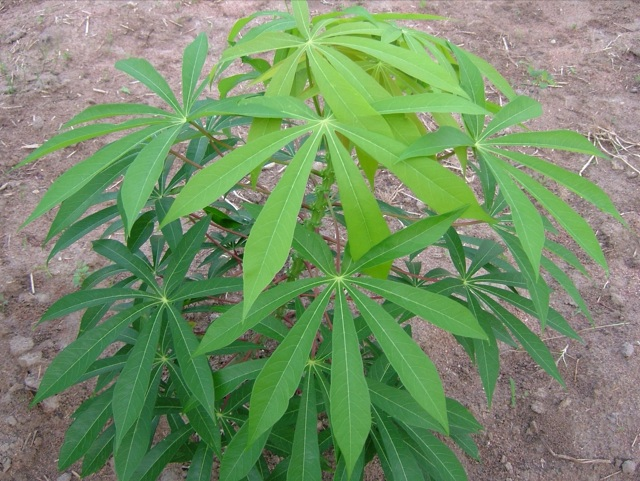
葉
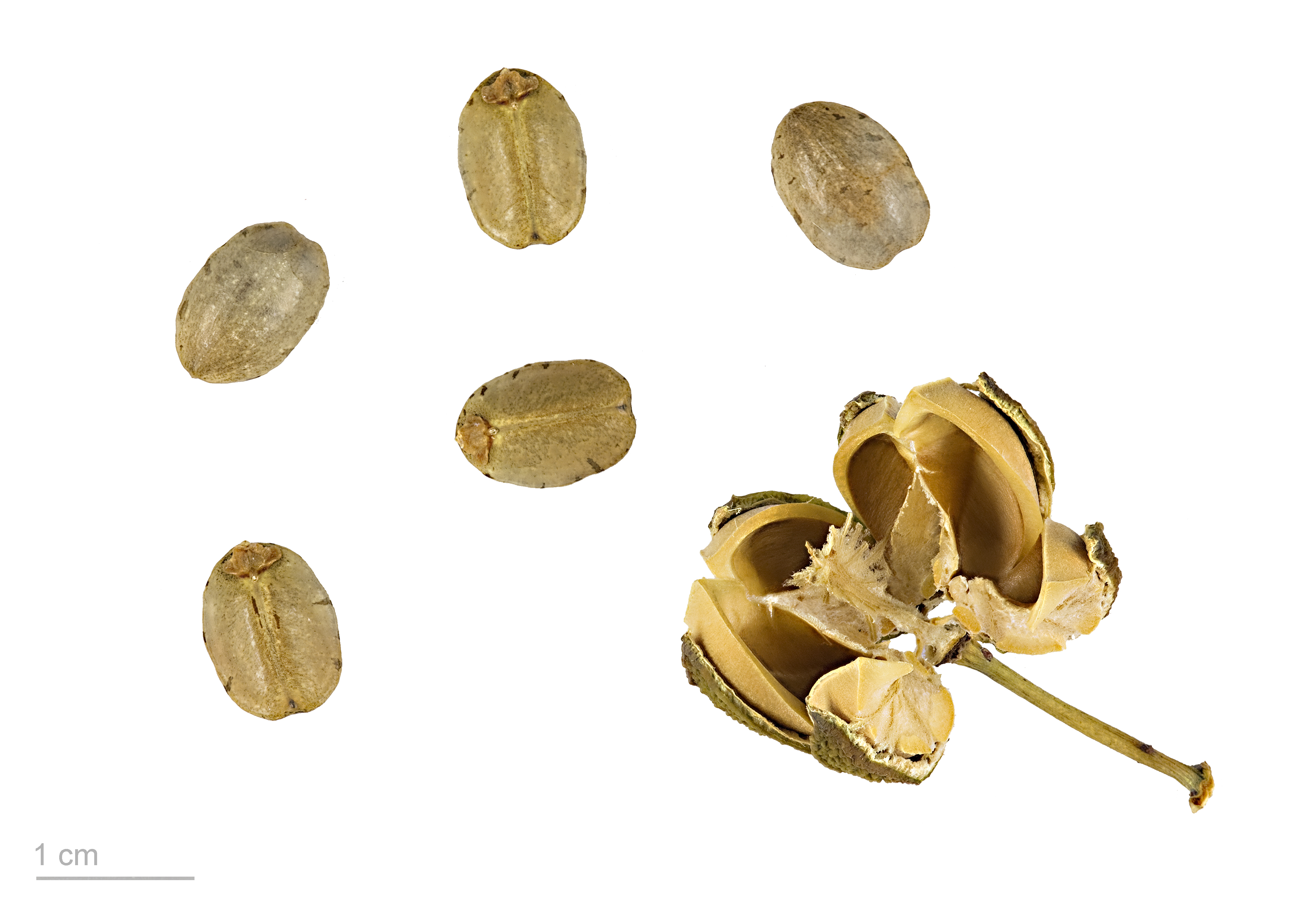
実

栽培はきわめて簡単で、切った茎を地中に挿すだけで発根し、そのまま生育する。1年ほどで丈2〜3mに成長し、地下には1株につき約20kgものイモができる。
作付面積あたりのカロリー生産量はあらゆる芋類・穀類より多く、デンプン質の生産効率は高い。しかし食用とするためには毒抜き処理が必要であり、また毒抜きのために皮や芯を除去した芋はその場で加工しなければ腐ってしまうなど、利用の制約が大きい作物でもある。
農作物としては、悪環境下（乾燥地、酸性土壌、貧栄養土壌）でも生育可能など、これまで農地とされなかった場所での栽培ができ、食糧問題や地球温暖化問題の解決への期待が大きい。
食用以外の利用範囲も広く、葉を発酵させて毒抜きし家畜飼料として利用するほか、アルコール発酵によるバイオ燃料（バイオマスエタノール）製造も注目を浴びている。
なお、熱帯の都市では緑地帯の植え込みにも利用され、室内での観葉植物としても利用価値がある 。観賞用の斑入りの葉の品種もある。

## 品種
大きく分けて、苦味種と甘味種がある。
苦味種は、シアン化合物（青酸配糖体）のリナマリン (linamarin) とロトストラリン (lotaustralin) を外皮に多く含むが、大きな塊根を作るため、デンプン源作物として栽培される。甘味種は、毒抜きを行いふかしたり茹でたりすることで、食用にされる。味と食感は甘味の少ないサツマイモに似ている。

## 生産
国際連合食糧農業機関（FAO）が発表した統計資料によると、2019年（令和元年）の全世界における生産量は3億0356万トンであり、主食にするイモ類ではジャガイモ（同3億7043万トン）に次ぎ、第3位のサツマイモ（同9182万トン）を大きく上回る。
2013年時点の全世界の生産量は2億7676万トンで、州別ではアフリカ州が1/2強、アジア州が1/4強を占め、残りのほとんどが南アメリカ州で生産される。
| 1.  | ナイジェリア     | 19.2% | 5300万トン |
| 2.  | タイ             | 10.9% | 3023万トン |
| 3.  | インドネシア     | 8.6%  | 2394万トン |
| 4.  | ブラジル         | 7.8%  | 2148万トン |
| 5.  | コンゴ民主共和国 | 6.0%  | 1650万トン |
| 6.  | アンゴラ         | 5.9%  | 1641万トン |
| 7.  | ガーナ           | 5.8%  | 1599万トン |
| 8.  | モザンビーク     | 3.6%  | 1000万トン |
| 9.  | ベトナム         | 3.5%  | 976万トン  |
| 10. | カンボジア       | 2.9%  | 800万トン  |
上位10か国の気候区分はほとんどがケッペンの気候区分でいう熱帯のサバナ気候 (Aw)が卓越し 、インドネシアのみ熱帯雨林気候 (Af) が卓越する国である。また、アンゴラでも南部の温暖冬季少雨気候 (Cw) の地域ではあまり栽培されていない。
日本におけるキャッサバの生産量は少ないながらも、沖縄県や鹿児島県といった温暖な地域で栽培され、日系ブラジル人や東南アジアの出身の人々のコミュニティが多い静岡県西部、群馬県邑楽町などでもわずかに栽培されている。
2019年夏、日本でタピオカ入りドリンクがブームとなり、台湾やタイからタピオカが大量に輸入された。

## 加工・調理

### 毒抜き
有毒品種を含むキャッサバを安全に食べるために様々な方法があり、5つに大別される。
1. 毒性が低い品種（甘味種）を選び、有毒な皮や芯を除く
2. 水溶性である青酸配糖体を水に溶かして除く
3. 青酸配糖体をキャッサバの細胞内酵素で分解する
4. 青酸配糖体を微生物が持つ酵素で分解する
5. 青酸配糖体を加熱により半分以下にする（ただし除毒法としては不完全）

そのうち 1. は生食されることも多い。2. はアフリカの熱帯域で見られるやり方で、芋を加熱してから小さく切り水にさらす方法である。南米では 3. がよく見られ、生芋をすり潰して一晩置き絞って除毒する。現在、工業的な除毒法としても、伝統的な方法としても多く利用されているのは 4. である。好気発酵や嫌気発酵による除毒で、多種多様なやり方が知られている。

### 調理

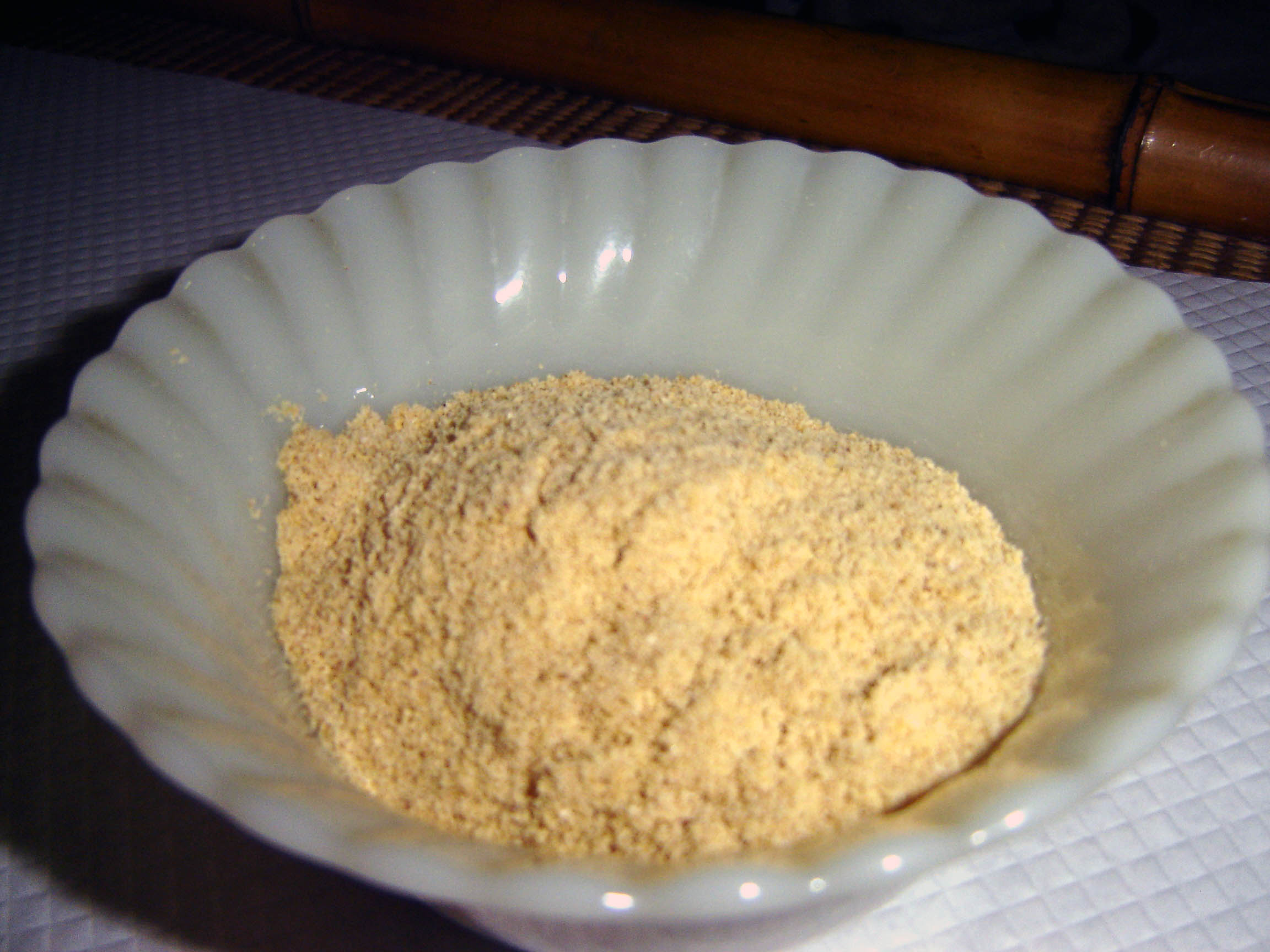
ファロファ

キャッサバが栽培されている地域では、甘味種は根菜として扱われている。調理法は蒸す、茹でる、揚げるなど。薄くスライスしたキャッサバを揚げたキャッサバチップスも作られる 。
アフリカでは火を通したキャッサバをつぶしてウガリやフフが作られる。コンゴ川下流域ではペースト状にしたキャッサバを発酵させ、シクワングと呼ばれるちまき状の食品にして食べられる。ブラジルでは、キャッサバの粉を炒めたファリーニャ（「製粉」という意味）といわれる粉を香ばしい食材として用いたり、同じくキャッサバの粉をバターやきざんだベーコンで炒めたファロファ（farofa）を肉料理のつけあわせによく添える 。
また、キャッサバの粉を用いたパン（例：ブラジルのポン・デ・ケイジョ、ボリビアのクニャペやパラグアイのチパ）など、キャッサバ粉を用いた料理が庶民の食べ物として親しまれている。
根茎から製造したデンプンはタピオカと呼ばれ、球状の「タピオカパール」に加工してデザートの材料や飲み物のトッピングとして使われる。

### 工業利用
タピオカでんぷんなどの加工品の取引量は、世界的に年々増加の一途をたどっており、生産農家の収入源となっている。
東南アジア（タイが主要国）などで栽培されたキャッサバは乾燥工程を経て「キャッサバチップ」へ加工され、中国などに輸出される。その後、中国では発酵工程を経てエタノール（バイオマスエタノール）となる。それを原料に氷酢酸とエステル化した酢酸エチルが、大量に生産されている（約80万MT/年）。中国で生産された酢酸エチルは年間約30万MT程度海外に輸出されており、有機化学分野では貴重な外貨獲得手段となっている。

## 栽培史
現在栽培されているすべてのキャッサバの原型となった flabellifolia 亜種の分布は中央ブラジル西部を中心としており、少なくともここでは1万年前には栽培が始まったとみられる。ただし、種全体としてはブラジル南部とパラグアイのあたりで発生したとの見解がある。メキシコ、タバスコ州のサンアンドレス遺跡から出土したキャッサバの花粉から、6600年前までにはそこでキャッサバが生育していたことが分かっている。キャッサバ栽培の最古の証拠は、エルサルバドルにある1400年前のマヤ文明の遺跡ホヤ・デ・セレンで見つかっている。
キャッサバは、その食料用の作物としての有用性から、スペインによるアメリカ大陸の植民地化が始まる15世紀末までには南アメリカ北部、中央アメリカ南部、西インド諸島の人々の主食となっており、モチェ文化の鐙型注口土器など、コロンブス以前に作られた工芸品のモチーフともされた。これらの地域では、スペインとポルトガルによる植民地化後も栽培が続けられた。
17世紀に奴隷貿易が盛んになると、アフリカから新大陸までの月単位を要する輸送期間、船内の奴隷に食べさせる食物が必要になった。ブラジルを支配していたポルトガル人は、栽培が容易なキャッサバを奴隷貿易用の食料として採用したため、キャッサバはアフリカを中心とする全世界に広まった。
ブラジルでは、キャッサバは、ポルトガル人が導入したコメ、植民地化以前からあるトウモロコシとともに、主食として食生活に欠かせない食材である。ブラジル以外の南米諸国ではユカと呼ばれ、アマゾン川流域を中心に重要な食材となっている。
一方、アフリカでは、ポルトガル人によって伝えられると急速に栽培が広まった（コロンブス交換）。もっとも早くキャッサバを受容したのはコンゴ川下流域にあったコンゴ王国付近であり、16世紀後半にはすでに盛んに栽培されるようになっており、1650年ごろには独自の調理法が開発されたと考えられている。さらに、コンゴ王国よりも内陸の地域においてもキャッサバは広く受け入れられ、19世紀後半にはコンゴ川流域のかなり広い地域に広がっていた。一方、西アフリカへの伝播はやや遅れ、18世紀に南アメリカの調理法とセットで広がることとなった。キャッサバがアフリカに受け入れられた理由としては、
- やせた土地でも栽培でき、畑で長期保存が可能なため
- 作付けに手間がかからず収量が多い[14]ため
- 飢饉の際に現地の王によって救荒植物として奨励されたため
- 奴隷貿易の際の保存食として広まったため
- 現地の食文化にうまく適合したため
- 20世紀に入ると、拡大する都市へ食糧として供給する目的で栽培が拡大したため

などが挙げられる。
アジアへは、17世紀にスペイン人によってフィリピン諸島にもたらされ、18世紀にはオランダ人によって東インド諸島（インドネシア）にもたらされたことによって栽培が広がった。18世紀末葉、マレー半島からタイ、インドシナ半島へと栽培域を拡大させている。

## 伝説
ブラジルのインディオ・トゥピー族の伝説では、キャッサバ（マンジョカ）は、死んだ少女の遺体から生じたとされている。
族長の娘マーラは、ある晩、月から降りてきた金髪の若者に愛を告げられる夢を見た。くりかえし同じ夢を見たマーラは若者に恋をして、処女のまま子供を宿した。産まれた女の子は金髪で、真っ白い肌をしていた。女の子はマンジと名付けられたが、しばらくして病気で死んでしまった。マーラは死んだ娘と離れたくなくて、自分の小屋の中にマンジの遺体を埋めた。ある日、マンジの墓から芽が出て、やがて茎がのび葉がしげった。土を掘り返してみると、マンジの肌のように白い芋があった。同じ日、族長の夢に金髪の若者が現われて、人々の食べ物となるためにマンジが遣わされたことと、その芋の食べ方と育て方を族長に教えた。マンジがオッカ（小屋）の中に葬られたことから、芋は「マンジョカ（マンジ・オッカ）」と呼ばれるようになった。

## 病気
2000年代のアフリカでは、キャッサバに有害な褐色条斑ウイルスの発生が見られており、爆発的な拡大が生じた場合、収穫量の激減からなる食糧危機が発生するという懸念材料がある。このため、抵抗性のキャッサバの開発など品種改良に向けた取り組みも行われている。
また、2015年には、従来アフリカとインド周辺でのみ見られていたキャッサバモザイク病がカンボジアでも初めて確認され、東南アジアでの拡散が懸念されている。

## cDNAライブラリ
理化学研究所の櫻井らはキャッサバをつかった実験により10,577種類のcDNAからなるcDNAライブラリを作成した。これは、様々な環境ストレスを与えたキャッサバから19,968種類のcDNAを単離し、その中から同定されたものである。ライブラリの中で4,621種類のcDNAはそれまでキャッサバでは知られていなかったcDNAで、環境ストレスを与えられたことにより発現したものと考えられた。